# Asparagínová endopeptidáza
Asparaginová endopeptidáza (AEP, savčí legumain) je proteolytický enzym z peptidázové rodiny C13, který hydrolyzuje peptidovou vazbu za použití thiolové skupiny na cysteinovém zbytku jako nukleofil (zvaný též cysteinová proteáza). Hydrolyzuje substráty na C-konci asparaginového zbytku. Tento enzym byl objeven v roce 1996 ve fazoli a jeho homology byly identifikovány u rostlin, prvoků, červů a obratlovců. Enzym se podílí na některých lidských onemocněních, jako jsou rakovina, ateroskleróza či zánět. Je detekovatelný ve slezině, v játrech, mozku, tkáních varlat a srdci. Bývá lokalizován zejména v lyzozomech a endozomech. AEP se aktivuje v závislosti na věku.

## Aktivace
Asparaginová endopeptidáza je syntetizována jako inaktivní zymogen. AEP a ostatní cysteinové peptidázy se aktivují při změně pH z neutrálního na kyselé. Podléhá autoproteolytickému štěpení po asparaginu a asparátovém zbytku. Aktivace začíná při pH 4,5. Při této hodnotě pH se v chemické struktuře objevují zlomy, jež mohou být opraveny za normálních krystalizačních podmínek. C-koncové fragmenty (~13 kDa) vytvořené během autoproteolýzy se mohou postupně opět spojovat za vzniku proenzymu, zvýší-li se hodnota pH na 7,5 což znamená, že proteolytická aktivace AEP může být reverzibilní.

## AEP v neurodegenerativních onemocněních
AEP se aktivuje během ischemie hypofýzy a překyselení mozku a při epileptických záchvatech. Štěpí SET protein, který je inhibitorem DNáz, což vede k poškození DNA a mozku. Zvýšená aktivita AEP je pozorována u pacientů s Alzheimerovou chorobou a Parkinsonovou chorobou. AEP štěpí protein tau a amyloidový prekurzorový protein. U pacientů s Parkinsonovou chorobou je alfa synuklein přeměněn prostřednictvím AEP na toxické shluky.

### AEP a Alzheimerova choroba
U pacientů s Alzheimerovou chorobou (ACH) byly nalezeny zvýšené hodnoty aktivního AEP v cytoplazmě nervových buněk. Při ACH jsou plaky složené z amyloidu beta, intracelulárních neurofibrilárních spletí a proteinu tau. Dysfunkce proteolýzy APP a abnormální fosforylace tau proteinu vedou k vytvoření plaků a neurofibrilárních spletenců, které způsobují nervovou degeneraci a demenci. Stejně důležitou úlohu sehrává v poruchách chování spojených s ACH, jako jsou deprese a úzkost. Hraje též úlohu při cévních mozkových příhodách. Jelikož mrtvice způsobuje v mozku kyselost, AEP se v důsledku této změny pH aktivuje. Poté nastává štěpení SET proteinu, který způsobuje smrt mozkových buněk. Zacílení na AEP může pomoci zabránit vzniku symptomů Alzheimerovy choroby. Pro léčbu nemoci je nutný vývoj AEP-selektivních inhibitorů, jako jsou Cbz-L-Ala-L-Ala-AzaAsnchloromethylketon a aza-peptidyl AEP inhibitory.

## AEP a imunitní systém
Existuje řada regulačních látek, jež ovlivňují imunitní systém a pomáhají jej udržet v rovnováze. Je-li imunitní systém příliš aktivní, hrozí nebezpečí vzniku autoimunitního onemocnění, zatímco pasivní imunitní systém způsobí infekce nebo rakovinu. Při aktivaci imunitního systému je klíčová prezentace antigenu. Bylo zjištěno, že při tomto kritickém momentu sehrává úlohu AEP. AEP je zapojena do prezentace cizích či vlastních proteinů použitím proteinového komplexu MHC. Úloha AEP v imunitě není jasná, vypadá to však, že je spojena s kontrolními inhibitory, jako je PD-1, který snižuje expresi AEP, což je nezbytné pro posun rovnováhy mezi bojem proti rakovině a regulačními T-lymfocyty. V nepřítomnosti AEP nemusí mít tyto kontrolní body prospěšnou odpověď. Měření množství tohoto proteinu u pacientů by mohlo mít predikční význam v tom, který pacient by mohl lépe reagovat na léčbu.

### Antimikrobiální aktivita
AEP či legumain se používá v africké medicíně. Rostlina z čeledi mořenovitých Oldenlandia affinis projevuje antimikrobiální aktivitu tím, že produkuje cyklické peptidy, jež jsou důležité pro ochranu rostliny proti patogenům. Oldenlandii používali v přírodní africké medicíně k urychlení porodu.

### Signalizace
V přirozené imunitě hrají TLR důležitou roli. Tyto receptory (zejména TLR7 a TLR9) mohou být proteolyticky aktivovány prostřednictvím AEP. Redukce prozápalových cytokinů stimulací TLR9 byla objevena v myelocytech a plazmacytoidních buňkách, kterým chyběla AEP. Tento enzym je též důležitý při zpracování chřipkových virů a imunitní odpovědi použitím TLR7. AEP hraje důležitou roli ve fungování TLR a může iniciovat odstranění invariantních řetězců v komplexu MHC II, jež mohou kriticky ovlivnit tvorbu peptidů a aktivitu molekul MHC II.